# 최지희 (1940년생 배우)
최지희(崔智姬, 1940년 1월 22일~2021년 10월 17일)는 대한민국의 영화 배우, 영화 의상 감독, 패션 디자이너, 텔레비전 연기자이다. 본명은 김경자(金璟子)이다. 2021년 10월 17일, 루푸스병으로 투병 중 폐렴으로 별세했다.
일본 오사카에 거주하던 한국인 부모 사이에서 출생하였고 6세 때였던 1945년에 일본이 패망하는 8·15 조선 광복을 일본 오사카에서 목도하였으며 이듬해 1946년에 일가족과 동반으로 고국에 귀국하여 미 군정 남조선 과도정부 시기였던 고국 땅에서 아버지의 고향이기도 했던 경상남도 하동군에 거주하였고 하동국민학교 3학년 시절이었던 1948년에 비로소 일본 국적을 포기하고 대한민국 국적을 본격 취득하였으며 이후 1958년 경상남도 부산시에서 경남여자고등학교를 졸업한 뒤 이어 같은 해 1958년 영화 《아름다운 악녀》의 주연으로 영화배우 데뷔하였고 그로부터 13년 후 1971년 영화 《케이라스의 황금》으로 영화 의상감독 데뷔하였으며 이듬해 1972년에는 패션 디자이너로도 첫 입문하였고 2년 후 1974년에는 미국에 유학하여 이후 1978년에 미국 조지타운 대학교 철학과를 학사 학위 취득한 직후 대한민국에 귀국하였다. 이후로는 영화배우 활동을 잠정 중단하고 패션 디자이너로 활약하다가 1989년 영화 《잡초들의 봄》의 조연으로 영화배우 분야에 복귀하였으며 1994년에는 KBS 한국방송공사 드라마 《인간의 땅》에 출연하였는데 이 작품이 지금까지는 영화배우 겸 영화 의상감독과 패션 디자이너로 활동한 그녀의 유일한 텔레비전 드라마 출연작이다.
유현목 감독의 1963년작 '김약국의 딸들'에서는 '용란'역을 연기하여 제1회 청룡영화상, 제3회 대종상 영화제 여우조연상을 수상했다.또한 한국영화인원로회 회장을 지냈으며, 2011년 올해의 여성영화인상 공로상을 수상했다.

## 작품

### 출연작

#### 영화
- 1958년 《아름다운 악녀》
- 1963년 《김약국의 딸들》
- 1965년 《명동에 밤이 오면》
- 1966년 《말띠신부》
- 1968년 《단벌신사》
- 1973년 《부부교대》
- 1973년 《사나이훈장》
- 1989년 《잡초들의 봄》

#### TV 드라마
- 1994년 《인간의 땅》

### 영화의상감독작품
- 1971년 《케이라스의 황금》

## 학력
- 1952년 경상남도 하동국민학교 졸업
- 1955년 경상남도 부산 경남여자중학교 졸업
- 1958년 경상남도 부산 경남여자고등학교 졸업
- 1978년 미국 조지타운 대학교 철학과 학사

## 같이 보기
- 신상옥
- 노라 노
- 앙드레 김
- 최희준
- 이형표
- 임원식
- 한운사
- 정진우
- 신봉승
- 일본항공 123편 추락사고 - 이 사고 사건으로 친척인 정순덕 씨가 사망했다.